# Державна служба зв'язку України
Державна служба зв'язку України — центральний орган виконавчої влади України, утворений 9 грудня 2010 року шляхом реорганізації Міністерства транспорту та зв'язку України.
Кабінет Міністрів України спрямовує і координує діяльність цієї служби через Міністра інфраструктури України, але не оперативно, а через нормативні акти.
6 квітня 2011 року Президент України ліквідував службу, поклавши її функції на Міністерство інфраструктури України.
8 квітня 2011 року Президент України вніс зміни до попереднього рішення, поклавши функції ліквідованої служби на Адміністрацію Державної служби спеціального зв'язку та захисту інформації України.

## Виноски
1. ↑  Указ Президента України від 9 грудня 2010 року № 1085/2010 «Про оптимізацію системи центральних органів виконавчої влади»
2. ↑  Міністр юстиції Олександр Лавринович: «Побачите самі, як зміняться адміністрація президента, РНБОУ, яка випаде доля центральним органам виконавчої влади…» [Архівовано 15 грудня 2010 у Wayback Machine.] Дзеркало тижня № 46 (826) 11 — 17 грудня 2010. Автори: Юлія Мостова, Сергій Рахманін
3. ↑  Указ Президента України № 370/2011 від 6 квітня 2011 року «Питання оптимізації системи центральних органів виконавчої влади». Архів оригіналу за 19 липня 2014. Процитовано 8 квітня 2011.
4. ↑  Указ Президента України № 409/2011 від 8 квітня 2011 року «Про внесення зміни до Указу Президента України від 6 квітня 2011 року № 370». Архів оригіналу за 21 травня 2011. Процитовано 8 квітня 2011.